# Manfred Opel
Manfred Opel (* 27. Juli 1938 in Bayreuth) ist ein deutscher Politiker (SPD), Ingenieur, Unternehmer und Brigadegeneral a. D. der Bundeswehr. Er war von 1988 bis 2002 Mitglied des Deutschen Bundestages.

## Militärischer Werdegang und Studium
Beförderungen
- 1960 Leutnant
- 1963 Oberleutnant
- 1966 Hauptmann
- 1971 Major
- 1973 Oberstleutnant
- 1978 Oberst
- 1987 Brigadegeneral

Nach dem Abitur 1958 in Bayreuth trat Opel als Offizieranwärter in die Bundeswehr ein. Er wurde 1958/59 in Bückeburg und Leipheim sowie an der Offizierschule der Luftwaffe (OSLw) in Neubiberg ausgebildet. Von 1959 bis 1963 folgte die Ausbildung zum Technischen Offizier an der Höheren Technischen Schule in Neubiberg. 1963 schloss er als Diplom-Ingenieur (FH) für Kraftfahrzeugtechnik ab. Von 1964 bis 1968 studierte er Luft- und Raumfahrttechnik an der Technischen Universität München (Diplom-Ingenieur 1970). 1969/70 studierte er als Stipendiat der Studienstiftung des deutschen Volkes bei der NASA in Huntsville, Alabama.
1970/71 war er Staffelchef der Instandssetzungsstaffel beim Jagdbombergeschwader 32 in Lechfeld. Anschließend absolvierte er von 1971 bis 1973 den 16. Generalstabslehrgang (L) an der Führungsakademie der Bundeswehr (FüAkBw) in Hamburg. 1973/74 war er Dezernatsleiter A4a im Luftwaffenunterstützungsgruppenkommando Süd (LwUGrp Kdo S) in Heidelberg. 1974 wechselte er als persönlicher Referent für Management und Systemanalyse in das Büro des Staatssekretär Siegfried Mann in das Bundesministerium der Verteidigung nach Bonn.
Im Jahre 1978 war er Teilnehmer des 52. NATO Defense College (NDC) in Rom und wurde anschließend Leiter des Referates „Strategic Planning“ beim Internationalen Militärstab (IMS) in Brüssel. 1981 erwarb er einen Master of Arts in International Relations an der Boston University in Boston, Massachusetts. 1981 ging er als Kommandeur des Luftwaffenversorgungsregiments 7 nach Husum. Von 1983 bis 1985 war er Chef des Stabes des Luftwaffenunterstützungskommandos in Köln-Wahn und von 1985 bis 1987 Leiter der Stabsabteilung Logistik beim Führungsstab der Luftwaffe (Fü L V) in Bonn. 1987 wurde er zum General für Luftwaffenangelegenheiten der Rüstung im Luftwaffenamt (LwA) in Köln-Wahn ernannt. 1988 trat Opel außer Dienst.

## Politik

### Partei
1968 trat er in die SPD ein. Von 1993 bis 1999 war Opel Vorsitzender des SPD-Kreisverbandes Nordfriesland. Er war Mitglied des Sicherheitspolitischen Beirats des Parteivorstands.

### Abgeordneter
Am 20. Juni 1988 rückte Opel für den ausgeschiedenen Abgeordneten Günther Jansen in den Bundestag nach. Er war bis 2002 Mitglied des Deutschen Bundestages. Hier war er ab 1998 stellvertretender verteidigungspolitischer Sprecher der SPD-Bundestagsfraktion und seit Oktober 2000 Sprecher der SPD-MdB-Landesgruppe Schleswig-Holstein. Er war u. a. Mitglied des Finanzausschusses und des Verteidigungsausschusses sowie der Parlamentarischen Versammlung der NATO.
Manfred Opel ist 1998 als direkt gewählter Abgeordneter des Wahlkreises Nordfriesland – Dithmarschen-Nord und davor stets über die Landesliste Schleswig-Holstein in den Bundestag eingezogen.

## Zivilleben
Nach seinem Ausscheiden aus der Politik wurde er Inhaber eines Ingenieurbüros für Technologie-, Ausbildungs-, Wirtschafts- und Umweltschutzfragen und Kunsthandels in Husum. Außerdem wurde er Geschäftsführender Gesellschafter der Internationalen Spedition HOMLOG GmbH in Angermünde sowie der MARIA GmbH (2000–2004) und der MUTABOR GmbH in Ueckermünde.
Er ist Mitglied der Gewerkschaft Öffentliche Dienste, Transport und Verkehr und der Arbeiterwohlfahrt.
Manfred Opel ist verheiratet und hat drei Kinder.

## Auszeichnungen
- 1973: General-Heusinger-Preis
- 2002: Bundesverdienstkreuz 1. Klasse

## Schriften (Auswahl)
- mit Karl-Heinz Hahslach: Grauzone – der atomare Fehdehandschuh des Kreml (= Bernard & Graefe aktuell. Bd. 10). Bernard und Graefe, München 1981, ISBN 3-7637-5309-5.
- mit Karl-Heinz Hahslach: Lexikon Grauzone. Stichworte, Dokumente und Fachbegriffe (= Bernard & Graefe aktuell. Bd. 19). Bernard und Graefe, München 1981, ISBN 3-7637-5319-2.